# IC 1144
IC 1144 је елиптична галаксија у сазвјежђу Херкул која се налази на листи објеката дубоког неба у Индекс каталогу.
Деклинација објекта је + 43° 25' 6" а ректасцензија 15h 51m 21,6s. Привидна величина (магнитуда) објекта IC 1144 износи 13,6 а фотографска магнитуда 14,6. IC 1144 је још познат и под ознакама UGC 10069, MCG 7-33-1, MK 491, CGCG 223-6, NPM1G +43.0315, PGC 56216.